# Lijst van voetbalinterlands Engeland - Montenegro
Deze lijst van voetbalinterlands is een overzicht van alle officiële voetbalwedstrijden tussen de nationale teams van Engeland en Montenegro. De landen hebben tot op heden zes keer tegen elkaar gespeeld. De eerste ontmoeting, een kwalificatiewedstrijd voor het Europees kampioenschap voetbal 2012, werd gespeeld in Londen op 12 oktober 2010. De laatste confrontatie, een kwalificatiewedstrijd voor het Europees kampioenschap voetbal 2020, vond plaats op 14 november 2019 in Londen.

## Wedstrijden
| № | Plaats    | Datum            | Competitie           | Wedstrijd             | Uitslag |
| - | --------- | ---------------- | -------------------- | --------------------- | ------- |
| 1 | Londen    | 12 oktober 2010  | EK 2012 kwalificatie | Engeland − Montenegro | 0 − 0   |
| 2 | Podgorica | 7 oktober 2011   | EK 2012 kwalificatie | Montenegro − Engeland | 2 − 2   |
| 3 | Podgorica | 26 maart 2013    | WK 2014 kwalificatie | Montenegro − Engeland | 1 − 1   |
| 4 | Londen    | 11 oktober 2013  | WK 2014 kwalificatie | Engeland − Montenegro | 4 − 1   |
| 5 | Podgorica | 25 maart 2019    | EK 2020 kwalificatie | Montenegro − Engeland | 1 − 5   |
| 6 | Londen    | 14 november 2019 | EK 2020 kwalificatie | Engeland − Montenegro | 7 − 0   |

## Samenvatting
| Competitie      | Totaal gespeeld | Winst Engeland | Gelijk | Winst Montenegro | Doelsaldo Engeland – Montenegro |
| --------------- | --------------- | -------------- | ------ | ---------------- | ------------------------------- |
| WK-kwalificatie | 2               | 1              | 1      | 0                | 5 − 2                           |
| EK-kwalificatie | 4               | 2              | 2      | 0                | 14 − 3                          |
| Totaal          | 6               | 3              | 3      | 0                | 19 − 5                          |

Wedstrijden bepaald door strafschoppen worden, in lijn met de FIFA, als een gelijkspel gerekend.

## Details

### Eerste ontmoeting
| EK 2012 kwalificatie (Londen, Verenigd Koninkrijk, 12 oktober 2010): |       |            |
| Engeland                                                             | 0 – 0 | Montenegro |
|                                                                      | goals |            |
| - Debuut van Kevin Davies (Bolton Wanderers) voor Engeland.          |       |            |

### Tweede ontmoeting
| EK 2012 kwalificatie (Podgorica, Montenegro, 7 oktober 2011): |       |                                  |
| Montenegro                                                    | 2 – 2 | Engeland                         |
| Elsad Zverotić 45' Andrija Delibašić 90'                      | goals | 11' Ashley Young 31' Darren Bent |

### Derde ontmoeting
| WK 2014 kwalificatie (Podgorica, Montenegro, 26 maart 2013): |       |                 |
| Montenegro                                                   | 1 – 1 | Engeland        |
| Dejan Damjanović 76'                                         | goals | 6' Wayne Rooney |

### Vierde ontmoeting
| WK 2014 kwalificatie (Londen, Verenigd Koninkrijk, 11 oktober 2013):                          |       |                      |
| Engeland                                                                                      | 4 – 1 | Montenegro           |
| Wayne Rooney 48' Branko Bošković 62' (e.d.) Andros Townsend 78' Daniel Sturridge 90+3' (pen.) | goals | 71' Dejan Damjanović |
| - Debuut van Andros Townsend (Tottenham Hotspur) voor Engeland.                               |       |                      |